# Schmidt Éva
Schmidt Éva (Budapest, 1948. június 28. – Hanti-Manszijszk, 2002. július 4.) az obi-ugor nyelvek és kultúrák tudományos kutatója, tanár, néprajztudós és nyelvész.

## Iskolái
- 1962–1966: szakközépiskola (képző- és iparművészeti)
- 1967–1973: angol–néprajz–finnugor szakos diploma (ELTE)
- közben 1969–1971: két tanévet a Leningrádi Egyetem Finnugor Tanszékén töltött
- 1976–1979: gyakornok a Debreceni Egyetem Finnugor Tanszékén
- 1979–1983: aspiráns a Leningrádi Egyetemen. Tudományos témavezetője az észt R. F. Itsz professzor volt
- 1989: Kandidátusi disszertáció védése Moszkvában. Az értekezés címe: Az északi obi-ugorok hagyományos világnézete a medvekultusz anyaga alapján.

## Munkássága
- 1983-tól az MTA Néprajzi Kutatóintézetének főmunkatársa
- 1984–1990 között tanított az ELTE Finnugor Tanszékén is
- 1991-től 2002-ben bekövetkezett haláláig Nyugat-Szibériában, Belojarszkijban (Белоярский) élt, ahol az ő közreműködésével alapított Északi Hanti Folklór Archívumot vezette.

Schmidt Éva a diploma megszerzése után, 1969–71-ben két tanévet töltött Leningrádban. Hivatalosan az egyetem finnugor tanszékén végezte tanulmányait, de rendszeresen látogatta a Herzen Pedagógiai Főiskolán működő Északi Népek Intézetében a vogul- és osztjákórákat is – elsősorban M. A. Vahruseva-Balangyina óráit –, valamint életre szóló barátságot kötött a Szovjet Tudományos Akadémia leningrádi részlegében dolgozó Nyikolaj Ivanovics Tyerjoskinnal. Összebarátkozott a Leningrádban tanuló obi-ugor diákokkal is, s ennek révén jutott el először az Ob-vidékre. 1970 januárjában Tugijaniba utazott, ahol egy obi osztják család fogadott lánya lett, majd 1971-ben Hanti-Manszijszkba. Ekkorra Schmidt Éva már minden Magyarországon fellelhető obi-ugrisztikai tárgyú és osztják nyelvű művet elolvasott, ezért is tanult meg könnyedén több északi osztják nyelvjárást is a gyakorlatban. Vogul nyelvtudását is ekkor alapozta meg.
1976–79 között a debreceni egyetem Finnugor Tanszékén volt gyakornok, 1979-től 1983-ig pedig aspiráns Leningrádban, ahol az egyetem néprajzi tanszékén és az akadémián – N. I. Tyerjoskin vezetésével – folytatott tanulmányokat. Kandidátusi disszertációját (Az északi obi-ugorok hagyományos világnézete a medvekultusz anyaga alapján) 1989-ben védte meg. 1983-tól volt az MTA Néprajzi Kutatóintézetének főmunkatársa, közben 1984–90 között tanított az ELTE Finnugor Tanszékén is.
Már a nyolcvanas években felvázolta egy, osztják nyelvterületen alapítandó nemzetiségi oktató-dokumentáló központ tervét. A terv jóval később, a kilencvenes évek elején valósult meg, a kedvező politikai változásoknak és Schmidt Éva kitartó munkájának következtében. Az Északi Osztják Folklór Archívum a Kazim alsó folyása mentén fekvő városkában, Belojarszkijban jött létre, s működése nyomán határozottan erősödtek az obi-ugor etnikus kultúra túlélési lehetőségei. A kezdeti évek nehézségei után az igazi munka 1995-ben indult meg az intézményben. Hamarosan öt másik archívum létesült szerte az Ob-vidéken az eltűnőben lévő nyelvjárások és hagyományok megmentésére. A belojarszkiji intézmény alapításától fogva jelentős segítséget kapott magyar kormányzati szervektől, az MTA-tól és magáncégektől. Schmidt Éva státusa pedig az MTA Néprajzi Kutatóintézetében kiküldetésének egész ideje alatt folyamatos volt.
A folklór archívum profiljába minden beletartozik, ami az osztják kultúrával kapcsolatos. Ilyenek például közösségi ünnepek (medveünnepek, áldozati szertartások) szervezése és dokumentálása, terepgyűjtés (a folklór anyag mellett bármilyen néprajzi, genealógiai, helytörténeti, nyelvészeti információ gyűjtése), adatbázis-gyűjtés és archiválás. Oktatási célból, valamint a helyi és körzeti rádió- és televízióadók kérésére szerkesztett, feliratozott, audiovizuális anyagok is készültek. Schmidt Éva betanította munkatársait a technikai eszközök használatára, valamint arra, hogy a szövegeket mellékjeles cirill írással számítógépbe írják. Az anyagok egy részéről orosz fordítás is készült. Megindult az amatőr gyűjtőhálózat kiépítése a hagyományok iránt érdeklődők körében, a szakmai irányítás e téren is az archívum feladata volt. Elkezdődött a hagyományoktól elszakadt közép- és fiatal nemzedék oktatása is.Többen visszatanulták a prózai elbeszélés, egyéni énekköltés módját, a medveünnepi repertoár egyes részeit, táncokat stb. – a munkatársak közül egyesek folklór együttesben lépnek fel. A hivatásos osztják filológia megalapítása céljából Schmidt Éva különböző helyi tudományos intézetekkel szerződve, megfelelő terepmunka után a Reguly Antal és Pápay József gyűjtötte hősénekeket mellékjeles cirill írással átírta, osztják kommentárokkal látta el, és közeli nyelvjárású adatközlőkkel videóra olvastatta. Nyári szabadsága alatt önköltséges expedíciókon vett részt.
Schmidt Éva, aki folkloristaként a szóbeli hagyománnyal foglalkozott, tudósként is a szóbeliségben élt: a fejében fölhalmozódott tudásanyagot bármikor könnyedén előhúzta, meggyőző biztonsággal tartott konferenciaelőadásokat magyar, orosz, angol vagy osztják nyelven. Szakértőként, szaktanácsadóként megosztotta ismereteit bárkivel, fordított szövegeket, lett légyen szó akár népköltészeti antológiáról, ismeretterjesztő tévé- vagy rádióműsorról, néprajzi dokumentumfilmről.
Schmidt Éva publikációit a pontosság, az adatok maximális tisztelete, biztos elméleti tudás jellemzi, s mondatainak hátterében ott van a gyakorlati tapasztalatok tengere, mellyel az egész szakmában egyedül ő rendelkezett. Nyomtatásban megjelent közleményei alapján szerteágazó munkásságában az alábbi néhány témakört lehet megragadni. Kandidátusi disszertációjának az obi-ugor medvekultusz volt a témája. Vizsgálatát a teljes obi-ugor folklór alapján végezte el, tehát a nyomtatott forrásokon kívül a kéziratos forrásokat, pl. Csernyecov hagyatékát is feldolgozta, s természetesen saját gyűjtésére is támaszkodhatott. Sikerült kimutatnia, hogy a medvetisztelet, mely az obi-ugor gondolkodás meghatározó eleme mind a profán, mind a szakrális szférában, időben és térben mennyire változóan nyilvánul meg – minden folyóvölgyben más és más jellemzői vannak. Eredményeiről tanulmányokban és kongresszusi előadásokon számolt be (Specimina Sibirica 1 (1988): 159–186.; Ethnologica Uralica I. Budapest–Helsinki, 1989. 187–232.; Ethn. 101 (1990): 149–193.; CIFU–7/4:12–17.)[1].
Pályája kezdetétől érdeklődött a folklór műfaji, metrikai kérdései iránt. Többször írt műfajbesorolási problémákról (AEH 28 (1979): 51–74.; a finnugristák 17. összorosz konferenciájának téziskötete, Usztyinov 1987), valamint alapos tanulmányban elemezte az obi-ugor folklórban a 20. században tapasztalható tendenciákat (Studia Fennica 26. Helsinki, 1981. 147–173.). Gyűjtőként is hozzájárult a folklór műfajok terén uralkodó tévedések tisztázásához. A nyolcvanas évek elején, amikor a szovjet akadémia aspiránsaként sikerült terepre mennie, szenzációs tudományos eredménnyel tért haza: több tucat osztják egyéni éneket (régebbi terminussal sorséneket) gyűjtött. Ez a műfaj ugyanis addig csak vogul nyelvterületen volt kellőképpen dokumentálva, az osztjákok között alig néhányat jegyeztek föl. Schmidt Éva igazolta a műfaj meglétét.
Folklorisztikai munkásságában a legjelentősebb eredményeket a metrika kutatásának terén érte el. A metrika, a stílus és a zene összefüggéseit vázolta fel sziktivkari Nemzetközi Finnugor Kongresszuson tartott előadásában (CIFU–6, Budapest, 1985. 231–237), s ezt, valamint Wolfgang Steinitz és Robert Austerlitz kutatásait továbbfejlesztve dolgozta ki saját elméletét, elődeinél jóval bőségesebb, megbízhatóbb anyagon. Már az Austerlitz-emlékkönyvben megjelent tanulmánya sejtette, hogy korszakos felfedezésekkel állunk szemben (NyK 91 (1990): 181–194.). A témát még bővebben taglalta az Isztorija i kul'tura hantov című gyűjteményes kötetben (Tomszk, 1995: 121–152). Mint mindenből, verstani kutatásaiból is az derül ki, hogy a jelenségeket komplex módon, összefüggéseikben vizsgálva érhetünk el eredményeket. A szöveg nem választható el a zenétől, s az obi-ugor énekről úgy alkothatunk képet, ha együttesen vizsgáljuk a zenei és a szöveghangsúlyt, valamint a műfaj által meghatározott ritmust. Az orosz nyelvű tanulmánynak gyakorlati haszna is volt: a kortárs hanti költőnemzedék ebből tudta meg, hogy milyen szabályok szerint kell verset írni.
Az összefüggésekben való gondolkodás Schmidt Éva minden munkájára jellemző. A hősénekeket sem halott szövegekként, strukturalista elemzésre alkalmas motívumok tárházaként vizsgálta, hanem térben és időben, égi és földi dimenziókban elhelyezve egy-egy népcsoport tudásának összefoglalását látta bennük. Izgalmas tanulmányban elemezte Reguly legjobb osztják adatközlőjének, Makszim Nyikilovnak a repertoárját, s több konferencia-előadásban foglalkozott a kulturális kölcsönhatás kérdésével az északi obi-ugor régióban, ahol osztják-vogul-nyenyec népcsoportok és hagyományok keverednek. Az emberek és a motívumok vándorútjának tisztázásához szintén alapos helyismeret szükségeltetik, ezt Schmidt Éva évtizedes helybenlakása biztosította (Népi kultúra – népi társadalom 20. Budapest, 2001. 99–120.).
Nyelvészeti eredményeiről is inkább tanúskodik a video- és magnószalag, mint a nyomtatott papír. Több északi obi-ugor nyelvjárást beszélt, előadásaiban elemezte őket, szinte mindegyikből gyűjtött a nyelvtani leíráshoz szükséges adatokat, kérdőíveket készített a paradigmák összeállításához. A Hajdú- és a Bereczki-emlékkönyvbeli közleményei (Éneknyelvi települések az Ob mentén. Urálisztikai tanulmányok. Budapest, 1983. 351–363. és Az északi osztják birtokos névmásokról (I.) Urálisztikai tanulmányok 2. Budapest, 1988. 319–324.) alapos nyelvészeti tájékozottságról tanúskodnak – az utóbbi címében lévő sorszám arra is utal, hogy lett volna még mondanivalója a témával kapcsolatban. Utolsó nyilvános fellépése Budapesten 2002. február 19-én volt, amikor a Nyelvtudományi Intézetben előadást tartott az aktuális nyelvi helyzetről az Ob-vidéken. Az előadás, melynek lényegét Gugán Katalin foglalta össze a Finnugor Világban (VII/1, 2002. március: 41–43), számos nyelvészeti-szociolingvisztikai közlemény csíráját rejtette magában.
Igen jelentős Schmidt Éva ismeretterjesztő munkássága. Folyóiratcikkekben, rádió- és tévéműsorokban népszerűsítette az obi-ugor kultúrát, antológiák számára készített fordításokat, gyakran a saját gyűjtéséből, bőséges jegyzetanyaggal ellátva (Sámándobok, szóljatok, Medveének, Leszállt a medve az égből, Finnugor-szamojéd (uráli) regék és mondák stb.). N. V. Lukina sem tudta volna Schmidt Éva nélkül összeállítani obi-ugor mítoszkötetét (Mifi, predanyija, szkazki hantov i manszi. Moszkva 1990.). A Hanti Szó (Hantü Jasang) című hanti-manszijszki hetilap is gyakran közölte Éva gyűjtéseit. Rajzkészségének is több kiadványszerkesztő hasznát vette, hiszen mestere volt az obi-ugor ornamentikának.
Schmidt Éva életének utolsó évtizede az obi-ugor tudományosság létrehozásának jegyében folyt. Oktatott, szervezett, előadásokat tartott és beadványokat írt, munkája nyomán pezsegni kezdett a szellemi élet az Ob-vidéken, hagyományaiktól elszakadt hantik és manysik találtak vissza kulturális gyökereikhez. Az archívumok létrejötte után újabb nagyszabású terv született meg Éva fejében: az egész Ob-vidékre kiterjedő gyűjtőmunkával össze kell szedni a még élő nyelvjárások minden nyelvi, folklorisztikai adatát. A munkára csak tíz évet lehet szánni, ugyanis ezalatt az idő alatt eltávozik az az utolsó nemzedék, mely még természetes környezetben tanulta meg anyanyelvét és sajátította el kultúráját, azaz nem került az orosz nyelvű bentlakásos iskola elidegenítő hatása alá. A gyűjtés alapja W. Steinitz osztják nyelvjárási szótára, valamint Munkácsi Bernát és Kálmán Béla vogul szótára lehet, mely szótárakat módszeresen végigkérdezve lehet újabb értelmező szótár jellegű adatbázisokat létrehozni. Az archívumokról és a dialektológiai központról szóló elképzeléseit Schmidt Éva mintegy tudományos végrendeleteként a Finnugor Társaság folyóiratában is közölte (JSFOu. 89 (2001): 267–288.).
2022. július 1-jén megnyílt Schmidt Éva húsz évig zárolt hagyatéka és elkezdődhetett tudományos feldolgozása az Eötvös Loránd Kutatási Hálózat (ELKH) Bölcsészettudományi Kutatóközpontjának és Nyelvtudományi Kutatóközponjának összefogásában.

## Kitüntetései
- 1996: Fokos-Fuhs Dávid-díj, Magyar Nyelvtudományi Társaság
- 1997: Köztársasági elnöki arany emlékérem
- 1998: Zsirai Miklós-díj, Magyar Nyelvtudományi Társaság[3]

## Publikációk

### Schmidt Éva írásai
Schmidt Éva összes publikációja megtalálható teljes szöveggel a Schmidt Éva Archívum honlapon
- Anton apó éneke. Schmidt Éva kéziratos gyűjtéséből. In: Kőhalmi Katalin (szerk.): Sámándobok, szóljatok. Európa, Budapest, 1973. 311–313.
- Fordítások Domokos Péter (szerk.): Medveének. A keleti finnugor népek irodalmának kistükre című antológiájában. Európa, Budapest, 1975. 131–136, 149–163.
- Északi vogul altatódal. Műfaji összefüggések. Ethn. 87 (1976): 540–558.
- A természeti komikumról. In: Istvánovits Márton – Kriza Ildikó (szerk.): A komikum és humor megjelenésének formái a folklórban. Budapest, 1977. 28–41.
- Északi osztják nyelvtani jegyzet (serkali nyelvjárás). Kézirat. Debrecen, 1978, 61 o.
- Kálmán Béla: Wogulische Texte mit einem Glossar. Ismertetés. Ethn. 89 (1978): 163–165.
- Steinitz, Wolfgang: Ostjakologische Arbeiten I–II. Ismertetés. Ethn. 90 (1979): 294–297.
- Finnugor népek. In: Ortutay Gyula (főszerk.): Magyar néprajzi lexikon 2. Akadémiai, Budapest, 1979. 164–166.
- Ulilap. Попытка к определению жанровых отношений северо-маньсийского текста песни. AEH 28 (1979): 51–74. 398.
- Fordítások és illusztrációk Kálmán Béla (szerk.): Leszállt a medve az égből című vogul népköltészeti antológiájában. Európa, Budapest, 1980. 461–464.
- Az osztjákok (chantik). Alföld 31/1980. 8. sz. 18–19.
- Trends in the 20th century Ob-Ugric Oral Tradition. In: Lauri Honko – Vilmos Voigt (ed.): Adaptation, Change, and Decline in Oral Literature. Studia Fennica 26. Suomalaisen Kirjallisuuden Seura, Helsinki, 1981. 147–173.
- Bárki lehet költő. Élet és Irodalom 25. 1981/31: 15.
- Взаимосвязи стихосложения и напева у северных обских угров // Фннно-угорский музыкальный фольклор: проблемы синкретизма. Таллинн, 1982. 68–70.
- Egy kis-szoszvai osztják medveének(Huszár Lajossal közösen). NyK 85 (1983): 9–33.
- Vogulok és osztjákok. Új Auróra 11/1983. 2. sz. 79–82.
- Népi énekek kottával Schmidt Éva gyűjtéséből. Új Auróra 11/1983. 2. sz. 92–96.
- Éneknyelvi települések az Ob mentén. In: Bereczki Gábor – Domokos Péter (szerk.): Urálisztikai tanulmányok. Hajdú Péter 60. születésnapja tiszteletére. Budapest, 1983. 351–363.
- Fordítások és jegyzetek Domokos Péter (szerk.): Finnugor–szamojéd (uráli) regék és mondák II. című kötetében. Móra Ferenc Könyvkiadó, Budapest 1984. 13–27, 28–32, 34–35, 46–50, 59–62, 91–100, 160–187.
- Ahol mindenki költő. Híd, 48/1984. 9. sz. 1209–1222.
- Griskina, Vera Grigorjevna: Ime, énekelem én... Fordítás. Híd, 48/1984. 9. sz. 1216–1218.
- Проблемы современного фольклора северных обских угров // Искусство и фольклор народов западной Сибири. Томск: Изд-во Том. ун-та, 1984. 95–108.
- A füve-nincs földű fejedelem. Népi ének Schmidt Éva gyűjtéséből. Új Forrás 17/1985. 5. sz. 14–16.
- V. N. Csernyecov vogul folklórhagyatéka. Ethn. 96 (1985): 562–571.
- Illusztrációk a Vikár László – Szíj Enikő (szerk.): Erdők éneke. Finnugor népek 100 népdala c. könyvben. Corvina, Budapest, 1985.
- Utószó. Juvan Sesztalov: Julianus rám talált c. verseskötetéhez. Kozmosz Könyvek, Móra, Budapest, 1985. 135–139.
- Connections between metrics, style and music in northern Khanty folk poetry. CIFU–6. Tézisek III. Syktyvkar, 1985. 52.
- Соотношение музыки, стихосложения и стиля в народной поэзии северных ханты. CIFU–6. Acta Sessionum. Sectio Folcloristica. Budapest, 1985. 231–237.
- Vadászdalok és dalvadászok. Szovjet Irodalom, 12/1986. 1. sz. 152–159.
- Jeremej Ajpin: A föld fájdalma. Fordítás. Magyar Nemzet 49/1986. jún. 14. 139. sz. 9. o.
- О классификации прозаических жанров в фольклоре обских угров. ( с Н. В. Лукиной) //Всесоюзная конференция финно-угроведов. Тезисы докладов. Устинов, 1987.
- Khanty and Mansi religion. In: Eliade, Mircea (ed.): The Encyklopedia of Religion. MacMillan Publishing Company, New York, 1987. Vol. 8: 280–288.
- Die obugrischen Bären-Konzeptionen und ihre Zusammenhänge mit den religiösen Modellsystemen. Specimina Sibirica 1 (1988): 159–186.
- Az északi osztják birtokos névmásokról (I.) In: Domokos Péter – Pusztay János (szerk.): Urálisztikai tanulmányok 2. Bereczki Emlékkönyv. Budapest, 1988. 319–324.
- Bear Cult and Mythology of the Northern Ob-Ugrians. In: Mihály Hoppál – Juha Pentikäinen (ed.): Uralic Mythology and folklore. Ethnologica Uralica I. Budapest–Helsinki, 1989. 187–232.
- Традиционное мировоззрение северных обских угров по материалам культа медведя. Kandidátusi disszertáció. Kézirat. Ленинград, 1989. 226 с.
- Традиционное мировоззрение северных обских угров по материалам культа медведя. Автореферат дис. ... канд. ист. наук. Ленинград, 1989 (a kandidátusi disszertáció tézisei)
- Fallstudie über die Wiederspiegelung der ostjakischen interetnischen Verbindungen der 70-er Jahre des XX. Jh. in der Folklore. Specimina Sibirica 3 (1990): 187–201.
- Az obi-ugor mitológia és a medvetisztelet. Ethn. 101 (1990): 149–193.
- Pápay József osztják hagyatéka és néprajzi vonatkozásai. Megjegyzések a Pápay József osztják hagyatéka (Bibliotheca Pápayensis I.) kiadványhoz. Ethn. 101 (1990): 326–331.
- Az osztják metrika másik oldaláról. NyK 91 (1990): 181–194.
- Az északi obi-ugor kultuszdualizmus és medvekultusz vallási alapjairól. In: CIFU–7/4:12–17. Debrecen, 1990.
- Dichotomy of Cults in Ob-Ugric Religion. CIFU–7. Summaria Dissertationum. Debrecen, 1990. 78.
- Fordítások és jegyzetek Н. В. Лукина (ред.): Мифы, предания, сказки хантов и манси. Москва, 1990. című könyvében.
- Medveének A. Kannisto gyűjtéséből (Lázár Katalinnal közösen). Zenetudományi Dolgozatok 1990/1991. 201–212.
- Az északi vogul terület a XIX. sz. végén – XX. sz. elején. Kéziratos térkép. In: Szíj Enikő (szerk.): Finnugor Hol-Mi I. Tankönyvkiadó, Budapest, 1990. 369–372.
- Az obi-ugor etnikai-nyelvjárási csoportok. Kéziratos térkép. In: Szíj Enikő (szerk.): Finnugor Hol-Mi I. Tankönyvkiadó, Budapest, 1990. 385–386.
- A vogul és az osztják közigazgatási egységek a Tobolszki kormányzóságban a XVIII. században. Kéziratos térkép. In: Szíj Enikő (szerk.): Finnugor Hol-Mi I. Tankönyvkiadó, Budapest, 1990. 387–388.
- Magyarország-élmény az obi-ugor kultúra tükrében. In: Népi kultúra és nemzettudat. Magyarságkutató Intézet, Budapest, 1991. 101–104.
- Julia Nyikolajevna Russzkaja 1917–1986. NyK 92 (1991): 203. Nyikolaj Ivanovics Tyerjoskin 1913–1986. NyK 92 (1991): 204–206.
- Мойлупсыя – кулы ар (В подарок – песня)/ / Ханты ясанг. 1991. N 1. C. 3. Ac мува янгхум венграт (Венгерские путешественники–исследователи Юбской земли/ / Ханты ясанг. 1991. N 2. C. 2–3.
- Összefoglaló az 1991. évi együttműködésről és az osztjákoknál végzett kutatásokról. Néprajzi Hírek 22 (1993/1–2): 58–68.
- Ёшем тоты вевлы нэ ма куш воллииялмем (Песня "Хотя и я женщина слаборукая")/ / Ханты ясанг. 1993. N 39. C. 4.
- Jelentés a belojarszkiji Északi-Osztják Folklór Archívum 1994. évi munkájáról. Néprajzi Hírek 23 (1994/3–4): 20–32.
- Основы метрики в северохантыйском песенном творчестве: внутристрочный уровень // История и культура хантов. Томск: Изд-во Том. ун-та, 1995. 121–152.
- Вера Костина ариюм арат. Ханты Ясанг 1995. No 39. С.4.
- Лэхо, лэхо (Песня "Деверь, деверь")/ / Ханты ясанг. 1995. N 27. C. 4.
- Ар Разан корт олангн (Песня о деревни Разаны)/ / Ханты ясанг. 1995. N 27. C. 4.
- Паштар ими ангкием (Песня "Матушка моя, женщина из д. Пашторы")/ /Ханты ясанг. 1995. N 39. C. 4.
- Опанась Гришкин ар (Песня Гришкина Афанасия)/ / Ханты ясанг. 1995. N 40. C. 4.
- Юмин Киркори ими ар (Песня жены Григория Юмина)/ / Ханты ясанг. 1995. N 40. C. 4.
- Вулька Дыбина ар (Песня Ульяны Дыбиной)/ / Ханты ясанг. 1995. N 41. C. 4.
- Марфа Сызарова ар (Песня Марфы Сызаровой)/ / Ханты ясанг. 1995. N 42. C. 4.
- Якув ики ай Онися (Песня "Маленькая Онися старца Якова")/ / Ханты ясанг. 1995. N 42. C. 4.
- Вера Костина верум ар. Ханты Ясанг 1996. No 3. С.4.
- Курикова Татья ар. Ханты Ясанг 1996. No 4. С.4.
- Иосиф Гришкин арат. Ханты Ясанг 1996. No 11. С.4.
- Марфа Ефимовна Гришкина арат I (Песни Марфы Ефимовны Гришкины)/ / Ханты ясанг. 1996. N 12. C. 4.
- Марфа Ефимовна Гришкина арат II (Песни Марфы Ефимовны Гришкины)/ / Ханты ясанг. 1996. N 13. C. 4.
- Марфа Ефимовна Гришкина ариюм ар (Песня, исполненная Марфей Ефимовной Гришкиной)/ / Ханты ясанг. 1996. N 14. C. 4.
- Ханты ангкем хаюм ясанг (Слово, оставленное моей хантыйской матерью)/ / Ханты ясанг. 1996. N 26. C. 4.
- Научному Фольклорному Архиву 5 лет. Белоярский информацнонный центр, Белоярский 1997. 16 р.
- Арэм монщэм ел ки манл... 1. кинига. Ас монщат па арат. Белоярский научно-фольклорный архив, Белоярский 1997. 44 р. (szerkesztés)
- A belojarszkiji Északi-osztják folklór archívum története. A Reguly Társaság Értesítője, 13/1997. 9–13.
- Jegyzetek Maria Vagatova: A kis tundrai ember. Versek és mesék. c. művéhez. Larus Holding, Budapest 1998: 97–103.
- Помасюпа ар (Песня благодарности)/ / Ханты ясанг. 1998. N 29. C. 4.
- Ясанг 1999-мит тала/ / Ханты ясанг. 1999. N 1. C. 2.
- Тася йивэвема (Для сестры Таиси)/ / Ханты ясанг. 1999. N 12. C. 4.
- Вонт-менгк (Лесной великан. [сказка по публикации А. Алквист])/ / Ханты ясанг. 1999. N 22. C. 4.
- Кирп-нюлпи ими (Баба яга [сказка по публикации А. Алквист])/ / Ханты ясанг. 1999. N 22. C. 4.
- 2000-мит тал ар / / Ханты ясанг. 2000. N 1. C. 2.
- Перспективы обско-угорских языков // Обские угры на пороге третьего тысячелетия No 2. Ханты-Мансийск, 2001. 56–59.
- Terepgondolatok az osztják nép és kutatása hőskoráról. Népi kultúra – népi társadalom 20. A Magyar Tudományos Akadémia Néprajzi Kutatóintézetének évkönyve. Budapest, 2001. 99–120.
- Архетип "Архива": размышления о новом типе учреждения и его актуальных проблемах. Journal de la Société Finno-Ougrienne 89 (2001): 267–280. Приложение: Проект создания центрального языкового фонда хантыйского и мансийского языков для диалектологических словарей (с Е. А. Немысовой и З. С. Рябчиковой). Journal de la Société Finno-Ougrienne 89 (2001): 280–288.
- Fordítások és jegyzetek Domokos Péter (szerk.): Finnugor regék és mondák című kötetében. Móra Ferenc Könyvkiadó, Budapest, 2002. 316–335, 337–348, 375–387, 395–426.
- Арэм монщэм ел ки манл... Если моя песня-сказка дальше идет. Ханты-Мансийск,2002. 208 l. (szerkesztés és bevezető tanulmány).
- Касум мув монщат-путрат. Сказки-рассказы земли казымской. Томск, 2002. 291 l.(szerkesztés és bevezető tanulmány).

### Publikációk Schmidt Éva hagyatékából
- Jelentések Szibériából. (Schmidt Éva Könyvtár 1.) Szerk.: Sipos Mária. MTA Nyelvtudományi Intézet. Budapest, 2003.
- Nyelv, nyelvjárás, írásbeliség, irodalom. (Schmidt Éva Könyvtár 2.) Szerk.: Sipos Mária. MTA Nyelvtudományi Intézet. Budapest, 2006.] ISBN 978 963 9074 42 2

- Serkáli osztják chrestomathia. (Schmidt Éva Könyvtár 3.) Szerk.: Fejes László. MTA Nyelvtudományi Intézet. Budapest, 2008.
- Anna Liszkova énekei + CD-melléklet. (Schmidt Éva Könyvtár 4.) Szerk.: Sipos Mária. MTA Nyelvtudományi Intézet, Budapest, 2008.
- Medvekultusz. (Schmidt Éva Könyvtár 5.) Szerk.: Sipos Mária. MTA Nyelvtudományi Intézet, Budapest, 2011. ISBN 978 963 9074 54 5
- По следам Евы Шмидт. Сборник статей и материалов / авт-сост. З. С. Рябчикова, Т.Н. Дмитриева; под ред. д.ф.н. Т. Н. Дмитриевой. – Ханты-Мансийск: Редакционно-издательский отдел АУ ДПО ХМАО-Югры «Институт развития образования», 2012. – 98 с.[4]
- Tanulmányok az obi-ugor folklór köréből. Schmidt Éva írásai. (Schmidt Éva Könyvtár 6.) Szerk.: Csepregi Márta. HUN-REN Néprajztudományi Kutatóközpont; HUN-REN Nyelvtudományi Kutatóközpont, Budapest, 2023.
- Lemenő nap arany hajfonata ha kibomlik... Hanti és manysi egyéni énekek Schmidt Éva 1980-as és 1982-es gyűjtéséből. (Schmidt Éva Könyvtár 7.) Szerk.: Kacskovics-Reményi Andrea – Sipos Mária. HUN-REN Néprajztudományi Kutatóközpont; HUN-REN Nyelvtudományi Kutatóközpont, Budapest, 2024.

### Írások Schmidt Éváról
- Шмидт Ева (1948) // Белобородов, В.К., Пуртова, Т.В. Ученые и краеведы Югры: Библиографический словарь. Тюмень: СофтДизайн, 1997. 312–314.
- Dénes Zsófia Schmidt Éváról. Élet és Irodalom, 1981. aug. 1.
- Hévizi Józsa: Nyelvrokonok között kutatóúton. Interjú Schmidt Évával. Magyar Nemzet 37/1981. jan. 5. 6. sz. 4. p.
- Domokos Péter (szerk.): Finnugor életrajzi lexikon. Tankönyvkiadó, Budapest, 1990. 271.
- Патранова, В. Фольклор и Ева // Новости Югры. 1991. jan. 1.
- Глухнх, А. Таежный вояж венгров // Новости Югры. 1991. jan. 10.
- Патранова, В. Не наш учёный спасает нашу культуру // Тюменские известия 1991. jan. 25.
- Волков, Т. Ева нам поможет // Тюменский комсомолец. 1991. máj. 25.
- Донская, О. Архив хантыйского эпоса создаёт в округе венгерский учёный // Новости Югры. 1991. nov. 7.
- Слепенкова, Р. "Я с детства мечтала увидеть народ ханты" / Интервью с Е. Шмидт // Белоярские новости. Белоярский 1992. jún. 19.
- Дашина, М. Из центра Европы в глухие урманы // Стерх. Ленинград, 1994. No 1 (5). 53. р.
- Ханты Ясанг 1998. június 27. Ünnepi szám az ötvenéves Jeremej Ajpin és Schmidt Éva tiszteletére, a lap 3–4. oldalán hanti nyelvű írások, versek Éváról/Évához.

## Emlékezete

### Könyvek
- Halmy György (szerkesztő): Utazás a túlsó világba Schmidt Éva nyomán. Napkút Kiadó, 2014
- Рябчикова З.С. – Надь Каталин – Дмитриева Т.Н. (cост.): С любовью и болью… К 60-летию со дня рождения Евы Шмидт. Ханты-Мансийск, Полиграфист, 2008.
- Волдина Т.В. – Каксин А.Д. – Нестерова С.Н. (ред.): Миссия "одинокого" венгра (Воспоминания друзей и коллег о Еве Шмидт) Москва, НИИ угроведения, Издательство ИКАР. 184 страниц; 2004 г. ISBN 5-7974-0086-3. Язык: русский.

### Filmek
- Ősök ösvényén I–III. Rendező: Halmy György (1993)
- Kezdődik a medvetor. Rendező: Halmy György (1995)
- Sámánmítosz I–II. Rendező: Halmy György (1995–1996)
- Sámánösvényen I–IV. Rendező: Halmy György (1997)
- Utazás a túlsó világba Schmidt Éva nyomán I–IV. Rendező: Halmy György
- Schmidt Éva élete halála után I–II. Rendező: Halmy György
  - Halottaskönyv (2010–2011)
  - Lelőtt harcos lelke (2011)
- A végtelen történet. Rendező: Halmy György (2012)
- A hagyaték. Rendező: Füredi Zoltán (2004)
- Ki volt Schmidt Éva? Rendező: Xantus János (2005)

### Tudományos műhely
- Schmidt Éva Archívum (HUN-REN Néprajztudományi Kutatóközpont – HUN-REN Nyelvtudományi Kutatóközpont)